# Poisson (Saône-et-Loire)
Poisson ist eine französische Gemeinde mit 559 Einwohnern (Stand: 1. Januar 2022) im Département Saône-et-Loire in der Region Bourgogne-Franche-Comté. Sie gehört zum Arrondissement Charolles und zum Kanton Paray-le-Monial. 

## Geographie
Poisson liegt in der Landschaft Charolais. Die Arconce durchquert das Gemeindegebiet. Nachbargemeinden von Poisson sind Paray-le-Monial im Norden, Nochize im Osten und Nordosten, Saint-Julien-de-Civry im Osten, Oyé im Südosten, Varenne-l’Arconce und Saint-Didier-en-Brionnais im Süden, Versauges im Westen sowie Saint-Yan im Westen und Nordwesten.

## Geschichte

### Bevölkerungsentwicklung
| Jahr                      | 1962 | 1968 | 1975 | 1982 | 1990 | 1999 | 2006 | 2013 |
| Einwohner                 | 634  | 603  | 544  | 563  | 578  | 590  | 576  | 582  |
| Quelle: Cassini und INSEE |      |      |      |      |      |      |      |      |

## Sehenswürdigkeiten
- Kirche Saint-Jean-Baptiste aus dem 19. Jahrhundert, Glockenturm aus dem 16. Jahrhundert

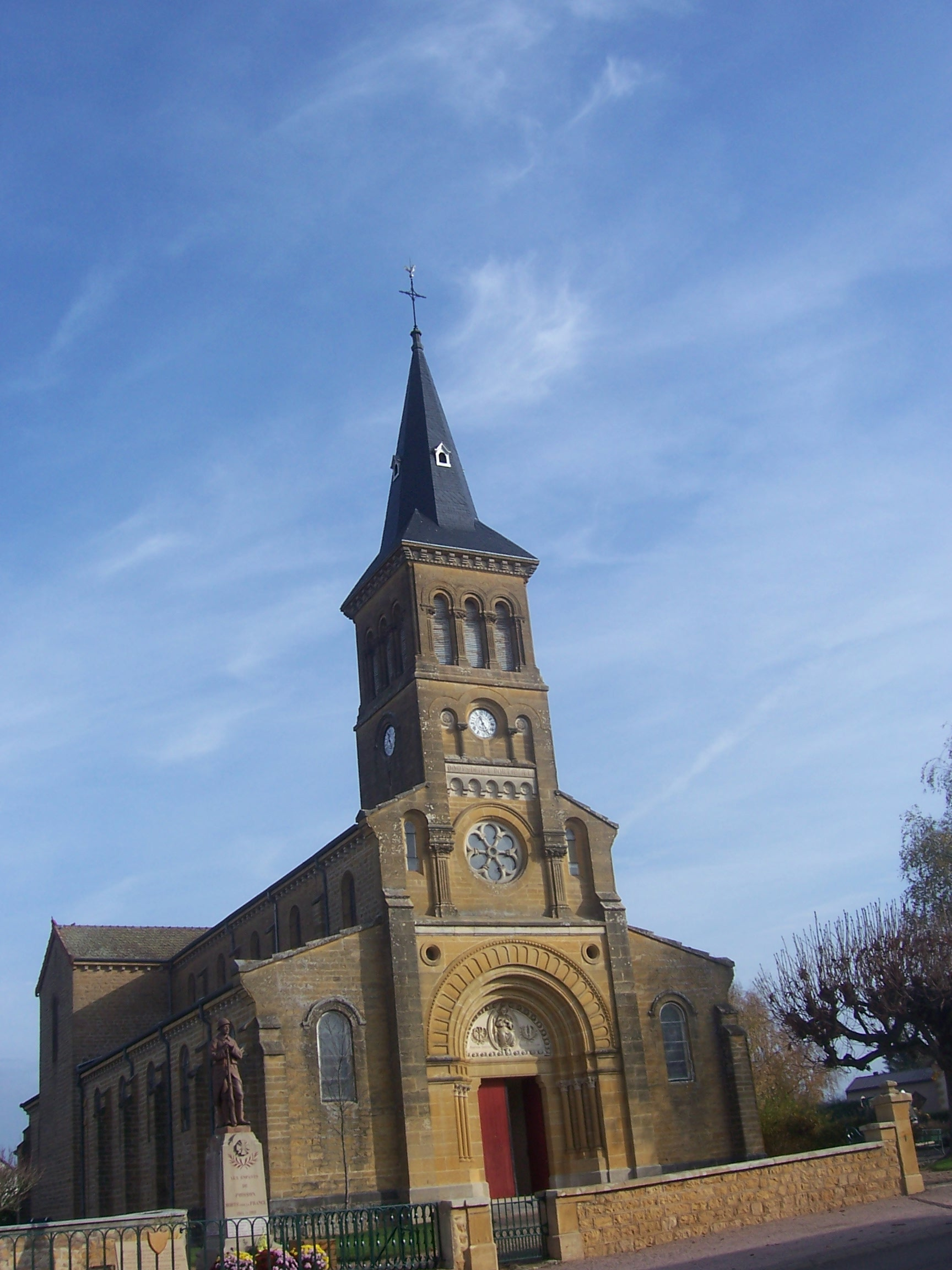
Kirche Saint-Jean-Baptiste